# Première législature de l'Ontario
La 1re législature de l'Ontario a été en session du 3 septembre 1867 au 25 février 1871, juste avant l'élection générale ontarienne de 1871. Ce fut la première session de la législature ontarienne, remplaçant l'Assemblée législative de la province du Canada en Ontario à la suite de la Confédération. L'élection générale ontarienne de 1867 a mené à un partage égal des voix entre le Parti conservateur dirigé par John Sandfield Macdonald et le Parti libéral dirigé par Archibald McKellar. Macdonald dirigea alors un gouvernement de coalition avec le soutien de plusieurs libéraux modérés.

## Liste des députés
| Circonscription              | Député                           | Parti        |
| ---------------------------- | -------------------------------- | ------------ |
| Addington                    | Edmund John Glyn Hooper          | Conservateur |
| Algoma                       | Frederick William Cumberland     | Conservateur |
| Bothwell                     | Archibald McKellar               | Libéral      |
| Brant-Nord                   | Hugh Finlayson                   | Libéral      |
| Brant-Sud                    | Edmund Burke Wood                | Conservateur |
| Brockville et Elizabethtown  | William Fitzsimmons              | Conservateur |
| Bruce-Nord                   | Donald Sinclair                  | Libéral      |
| Bruce-Sud                    | Edward Blake                     | Libéral      |
| Cardwell                     | Thomas Swinarton                 | Conservateur |
| Carleton                     | Robert Lyon                      | Libéral      |
| Cornwall                     | John Sandfield Macdonald         | Conservateur |
| Dundas                       | Simon S. Cook                    | Libéral      |
| Durham-Est                   | Arthur Trefusis Heneage Williams | Conservateur |
| Durham-Ouest                 | John McLeod                      | Libéral      |
| Elgin-Est                    | Daniel Luton                     | Conservateur |
| Elgin-Ouest                  | Nicol McColl                     | Conservateur |
| Essex                        | Solomon Wigle                    | Conservateur |
| Frontenac                    | Henry Smith                      | Conservateur |
| Frontenac                    | Delino Dexter Calvin (1868)      | Conservateur |
| Glengarry                    | James Craig                      | Conservateur |
| Grenville-Sud                | Mcneil Clarke                    | Conservateur |
| Grey-Nord                    | Thomas Scott                     | Conservateur |
| Grey-Sud                     | Abram William Lauder             | Conservateur |
| Haldimand                    | Jacob Baxter                     | Libéral      |
| Halton                       | William Barber                   | Libéral      |
| Hamilton                     | James Miller Williams            | Libéral      |
| Hastings-Est                 | Henry Corby                      | Conservateur |
| Hastings-Nord                | George Henry Boulter             | Conservateur |
| Hastings-Ouest               | Ketchum Graham                   | Conservateur |
| Huron-Nord                   | William Torrance Hays            | Conservateur |
| Huron-Sud                    | Robert Gibbons                   | Conservateur |
| Huron-Sud                    | Isaac Carling (1868)             | Libéral      |
| Kent                         | John Smith                       | Libéral      |
| Kingston                     | Maxwell W. Strange               | Conservateur |
| Lambton                      | Timothy Blair Pardee             | Libéral      |
| Lanark-Nord                  | Daniel Galbraith                 | Libéral      |
| Lanark-Sud                   | William McNairn Shaw             | Conservateur |
| Lanark-Sud                   | Abraham Code (1869)              | Conservateur |
| Leeds-Nord et Grenville-Nord | Henry Dolphus Smith              | Libéral      |
| Leeds-Sud                    | Benjamin Tett                    | Conservateur |
| Lennox                       | John Stevenson                   | Conservateur |
| Lincoln                      | John Charles Rykert              | Conservateur |
| London                       | John Carling                     | Conservateur |
| Middlesex-Est                | James Evans                      | Libéral      |
| Middlesex-Nord               | James Sinclair Smith             | Libéral      |
| Middlesex-Ouest              | Nathaniel Currie                 | Conservateur |
| Monck                        | George Secord                    | Conservateur |
| Niagara                      | Donald Robertson                 | Conservateur |
| Niagara                      | Stephen Richards (1867)          | Conservateur |
| Norfolk-Nord                 | James Wilson                     | Conservateur |
| Norfolk-Sud                  | Simpson McCall                   | Libéral      |
| Northumberland-Est           | John Eyre                        | Libéral      |
| Northumberland-Ouest         | Alexander Fraser                 | Libéral      |
| Ontario-Nord                 | Thomas Paxton                    | Libéral      |
| Ontario-Sud                  | William McGill                   | Libéral      |
| Ottawa                       | Richard William Scott            | Libéral      |
| Oxford-Nord                  | George Perry                     | Libéral      |
| Oxford-Sud                   | Adam Oliver                      | Libéral      |
| Peel                         | John Coyne                       | Conservateur |
| Perth-Nord                   | Andrew Monteith                  | Conservateur |
| Perth-Sud                    | James Trow                       | Libéral      |
| Peterborough-Est             | George Read                      | Conservateur |
| Peterborough-Ouest           | John Carnegie                    | Conservateur |
| Prescott                     | James P. Boyd                    | Libéral      |
| Prince Edward                | Absalom Greeley                  | Conservateur |
| Prince Edward                | William Anderson (1870)          | Libéral      |
| Renfrew-Nord                 | John Supple                      | Libéral      |
| Renfrew-Nord                 | Thomas Murray (1870)             | Conservateur |
| Renfrew-Sud                  | John Lorn McDougall              | Libéral      |
| Russell                      | William Craig                    | Conservateur |
| Simcoe-Nord                  | William Lount                    | Libéral      |
| Simcoe-Sud                   | Thomas Roberts Ferguson          | Conservateur |
| Stormont                     | William Colquhoun                | Conservateur |
| Toronto-Est                  | Matthew Crooks Cameron           | Conservateur |
| Toronto-Ouest                | John Wallis                      | Conservateur |
| Victoria-Nord                | Alexander Peter Cockburn         | Libéral      |
| Victoria-Sud                 | Thomas Matchett                  | Libéral      |
| Waterloo-Nord                | Moses Springer                   | Libéral      |
| Waterloo-Sud                 | Isaac Clemens                    | Libéral      |
| Welland                      | William Beatty                   | Libéral      |
| Wellington-Centre            | Alexander David Ferrier          | Conservateur |
| Wellington-Nord              | Robert McKim                     | Libéral      |
| Wellington-Sud               | Peter Gow                        | Libéral      |
| Wentworth-Nord               | Robert Christie                  | Libéral      |
| Wentworth-Sud                | William Sexton                   | Libéral      |
| York-Est                     | Hugh Powell Crosby               | Libéral      |
| York-Nord                    | John McMurrich                   | Libéral      |
| York-Ouest                   | Thomas Grahame                   | Conservateur |